# 오부스마역
오부스마역(일본어: 男衾駅, おぶすまえき)은 일본 사이타마현 오사토군 요리이정에 있는 도부 철도 도조 본선 역이다. 역 번호는 TJ 35이다.

## 역사
- 1925년 7월 10일: 영업 개시.
- 2016년 7월 16일: 역사 이전, 동서연결통로가 완성.

## 역 구조
섬식 승강장 1면 2선의 지상역이다. 개찰구와 역 사무실은 플랫폼의 도부 다케자와 역 근처에 있으며 거기에서 계단과 엘리베이터에서 과선교를 동서연결통로로 이어진다. 자동 개찰기가 설치되었다. 승강장에 남녀별 화장실과 휠체어용 화장실이 있다.
2014년부터 역사 이설과 동서연결통로 공사가 실시되고 2016년 7월 16일에 완성되었다. 그 이전에는 선로의 동쪽에 단층짜리 역사가 있는 플랫폼 사이를 과선교로 연결된다.
옛 역사나 과선교는 개축 공사 준공과 함께 철거되었다.
이 밖에, 구내 동쪽에 화물선과 1면 1선의 플랫폼 흔적이 서쪽에 옛 육군 탄약 공장(현, 사이타마 현 환경 정비 센터)의 전용선 승강장 흔적이 남아 있었다.
서쪽의 플랫폼 흔적은 동서연결통로 건설로 인하여 철거되었다.

### 승강장
| 번호 | 노선    | 방향 | 행선                                                  |
| ---- | ------- | ---- | ----------------------------------------------------- |
| 1    | 도조 선 | 하행 | 요리이 방면                                           |
| 2    | 도조 선 | 상행 | 오가와마치・사카도・가와고에・와코시・이케부쿠로 방면 |

- 플랫폼 상에서는 위와 같이 안내되고 있지만 2번 선에서 이케부쿠로 역까지 직통하는 열차는 설정되지 않은 관계로 무사시란잔 역으로의 이케부쿠로 방면은 오가와마치 역에서 환승이 필요하다.

## 역 주변
역 주변은 도부 철도가 분양 주택지 "후란사"를 중심으로 택지 조성이 잇따르고 있다. 그것에 맞추어 점포 등도 점차 증가하고 있다.
- 국도 제254호선
- 베이시아 요리이점

## 사진

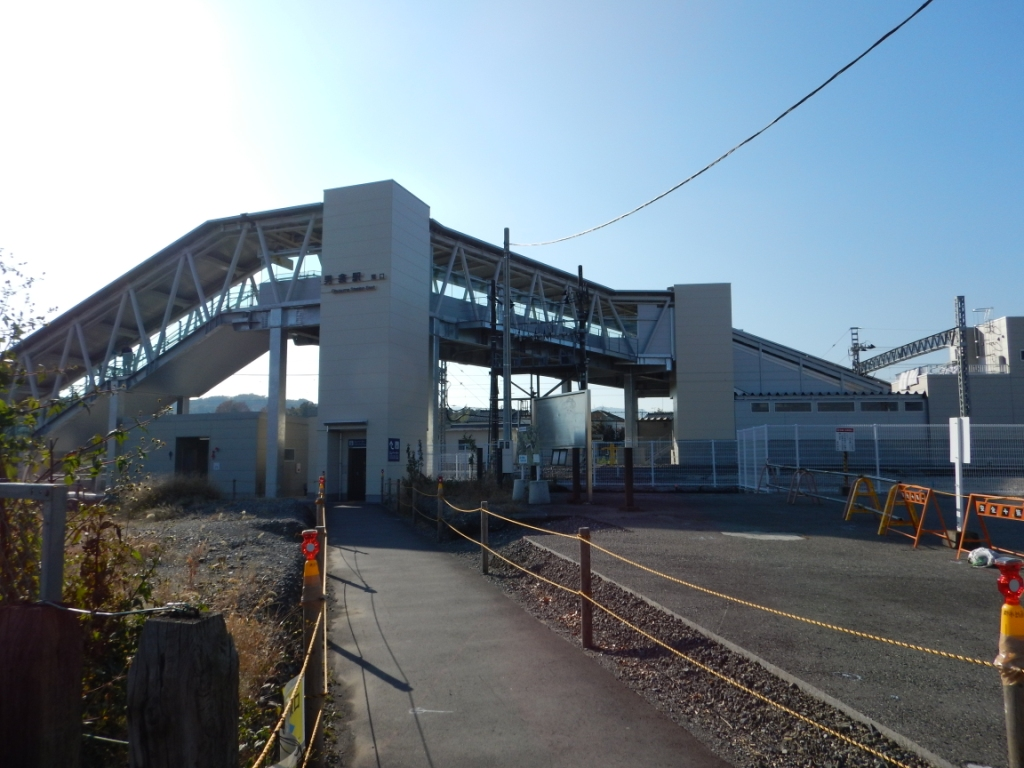
동쪽 출입구
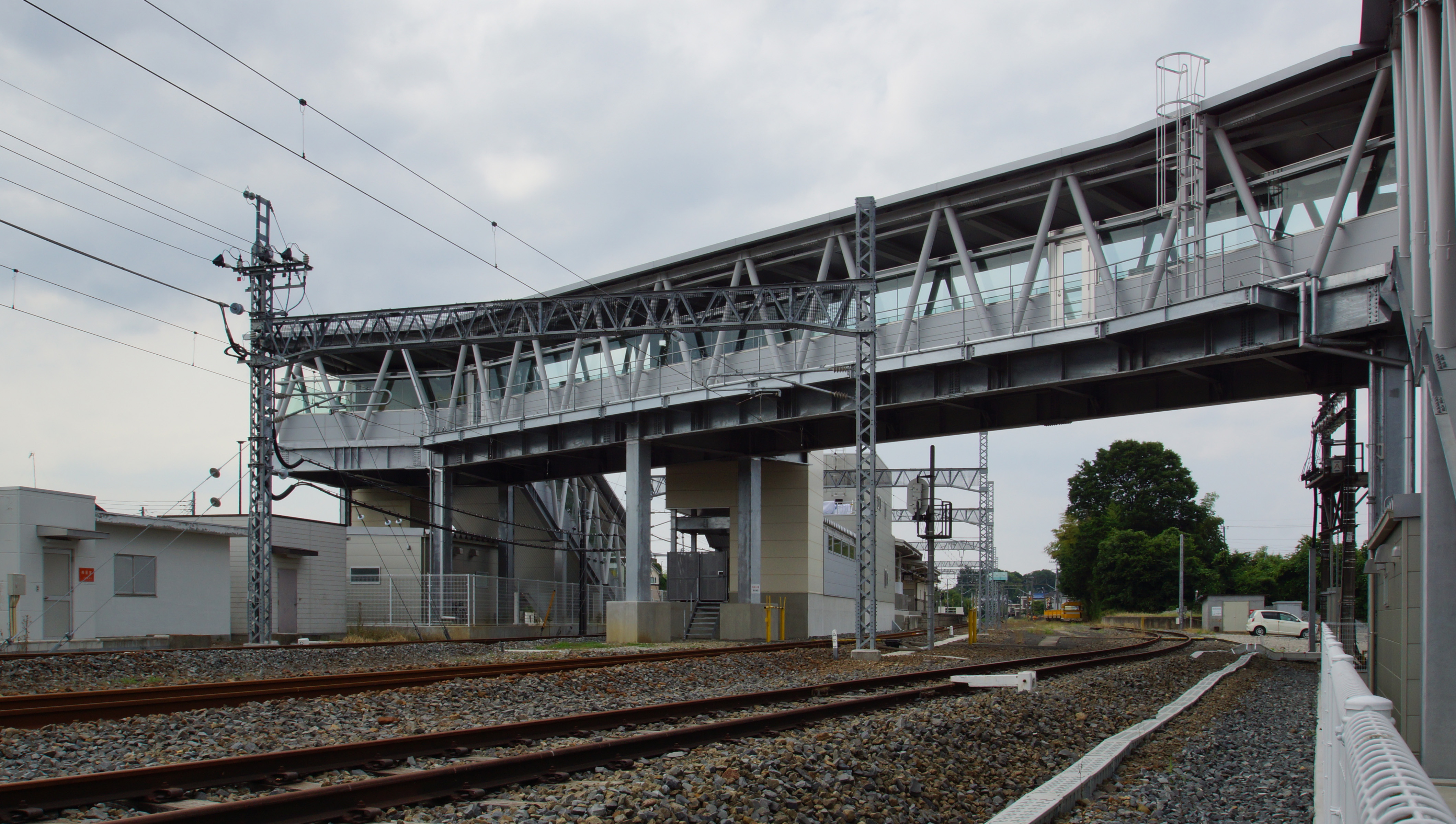
과선교
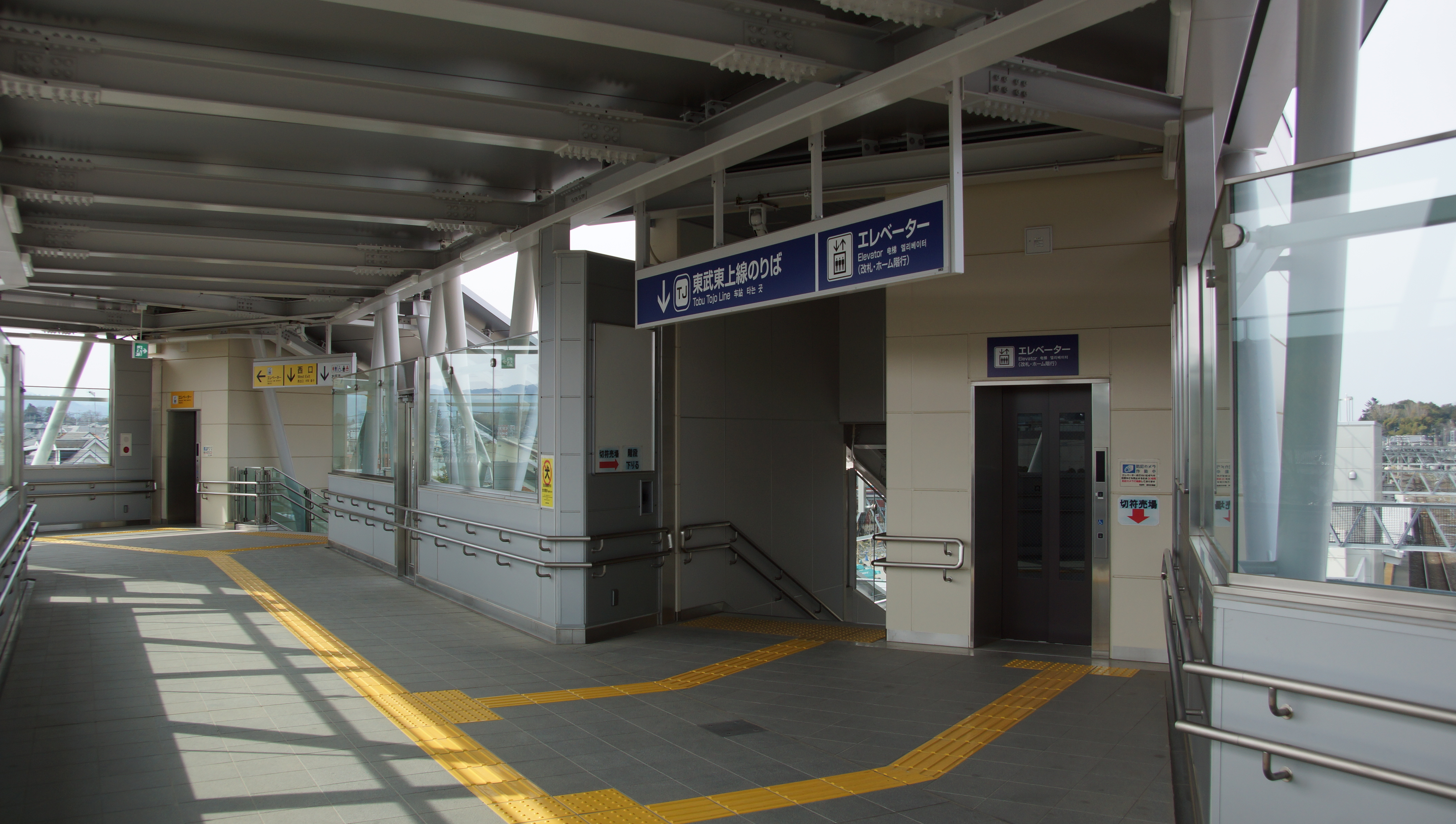
보행자 데크
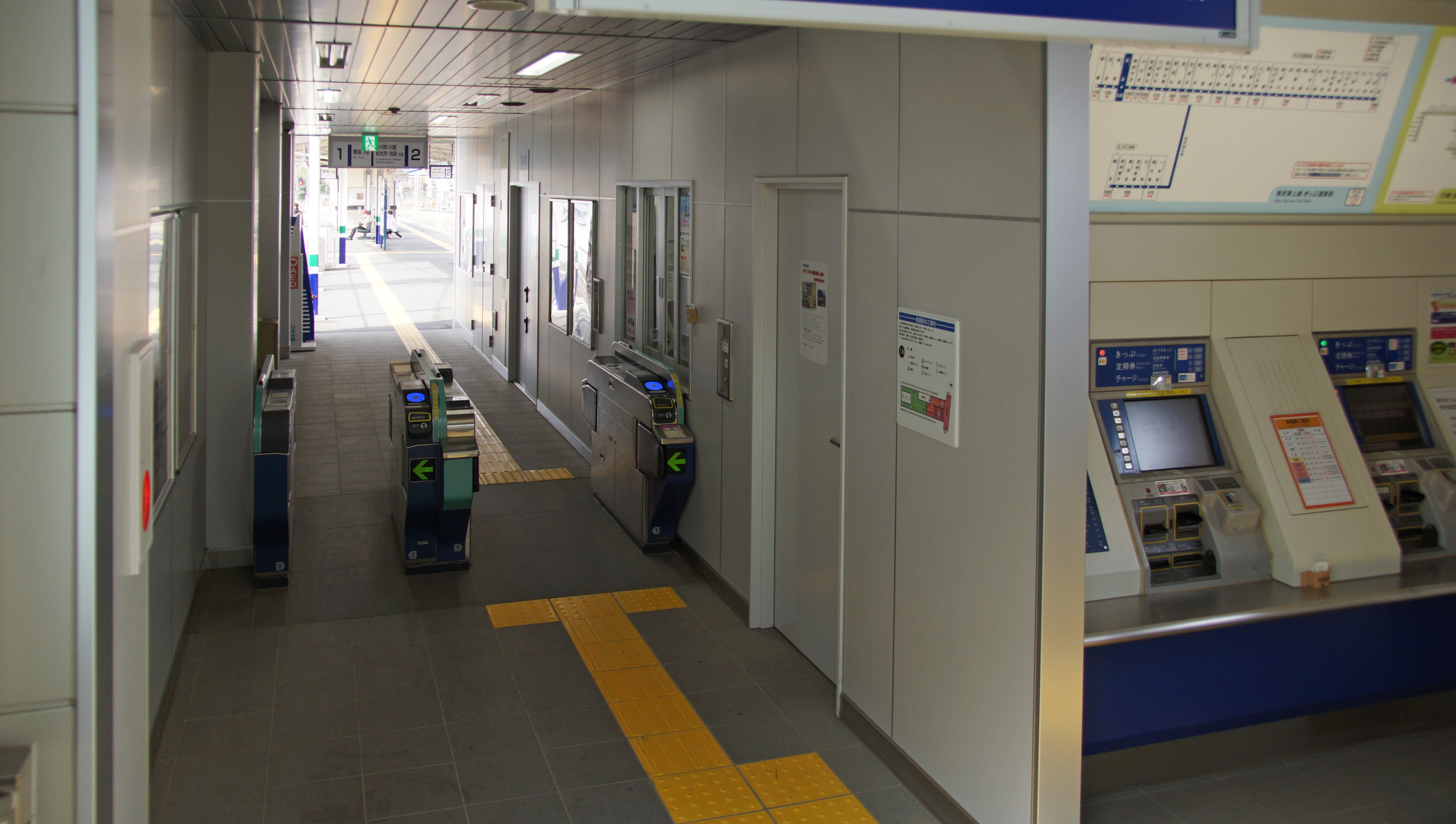
개찰구

## 인접역
| 도부 철도 도조 본선                 | 도부 철도 도조 본선 | 도부 철도 도조 본선        |
| ----------------------------------- | ------------------- | -------------------------- |
| TJ 34 도부 다케자와 이케부쿠로 방면 |                     | 하치가타 TJ 36 요리이 방면 |